# George Porter (polityk)
George Porter (ur. 29 lipca 1884, zm. 25 września 1973) – brytyjski polityk Partii Pracy, deputowany Izby Gmin.

## Działalność polityczna
W okresie od 5 lipca 1945 do 6 maja 1955 reprezentował okręg wyborczy Leeds Central w brytyjskiej Izbie Gmin.